# Augusto Tamburini
Augusto Tamburini (Ancona, 18 agosto 1848 – Riccione, 28 luglio 1919) è stato uno psichiatra italiano.

## Biografia

### Primi anni
Nacque ad Ancona il 18 agosto 1848 da Vincenzo e Marianna Dal Frate, in una famiglia di modesta condizione. Ricordò sempre, anche all’apice della carriera, di «essere un vero self-man [sic]» e, soprattutto, di dovere molto al fratello maggiore Luigi che «ne comprese di buon’ora l’ingegno, lo tolse ai mestieri e lo avviò agli studi, facendogli da padre».

### Studi e carriera da psichiatra
Compì gli studi secondari nella città natale e successivamente si iscrisse alla facoltà di Medicina e Chirurgia dell’Università di Bologna. Qui studiò con nomi autorevoli della medicina del tempo, come Francesco Roncati e Luigi Calori. Laureatosi in Medicina a Bologna con lode nel 1871 discutendo la tesi Paraplegia da mielite reumatica, si dedicò successivamente alla psichiatria sotto la guida di Carlo Livi presso il Manicomio di San Lazzaro a Reggio Emilia, di cui diviene direttore nel 1877.
Prima di iniziare a dirigere il manicomio fece ritorno ad Ancona e si impiegò come medico assistente nel locale ospedale civile, dove si accese la sua passione per la psichiatria grazie al reparto per alienati qui allestito dal direttore Giovan Battista Mencucci. Nel 1876 divenne incaricato dell’insegnamento di psichiatria e clinica psichiatrica presso l’Università di Pavia nonché, contemporaneamente, fu posto alla direzione dell’appena inaugurato manicomio provinciale di Pavia in Voghera. Nel 1877 oltre ad essere chiamato a dirigere il Manicomio di San Lazzaro, divenne direttore della Rivista sperimentale di freniatria (1877-1919) e sposò Emilia Trebbi, figlia del suo più anziano collega, Cesare Trebbi, con la quale ebbe quattro figli: Arrigo, che divenne a sua volta psichiatra, Cesare, che si affermò come ingegnere, Antonio, che ebbe una brillante carriera diplomatica; Augusta, l’ultimogenita, scomparsa ventenne nel 1903. Venne nominato professore ordinario di psichiatria e clinica psichiatrica a Modena nel 1883 e dal 1890 al 1910 divenne presidente della Società freniatrica Italiana. Dopo aver rinunciato a passare all’Università di Firenze e alla direzione del manicomio cittadino, nel 1906 si trasferì presso la clinica universitaria di Roma, lasciando la direzione dell’istituto reggiano al genero, che chiamò pure al suo fianco alla guida della rivista. Morì nella sua villa a Riccione il 28 luglio 1918. La vedova donò l’imponente biblioteca medica di famiglia, costituita da circa 3000 volumi, al manicomio di Ancona.

## Attività psichiatrica

### Dirigenza dell'Ospedale Psichiatrico di San Lazzaro
L’Ospedale psichiatrico San Lazzaro, fondato nel 1821, nasce come lebbrosario nel XII secolo, ma già a partire dal XVIII secolo diventa un luogo di ricovero riservato all’assistenza degli alienati grazie al contributo di Augusto Tamburini che nel 1877 ne diviene ufficialmente direttore. Egli, in poco tempo, diede forma ad uno tra i laboratori più autorevoli della psichiatria italiana, proseguendo contemporaneamente il lavoro di riforma organizzativa iniziata dai suoi predecessori.

#### Il San Lazzaro durante la direzione di Tamburini
Gli anni della direzione di Augusto Tamburini vennero caratterizzati da una progressiva maturazione scientifica. Tamburini subito fece installare nel manicomio laboratori di batteriologia, chimica, istologia, psicologia sperimentale per le ricerche cliniche e medico-legali. Sotto la sua direnzione, inoltre, si approfondirono le pratiche terapeutiche e socio-riabilitative, venne stabilmente introdotto l’uso delle cartelle cliniche, venne poi inaugurata una scuola professionale per infermieri. Fu introdotto l’uso della fotografia a scopo diagnostico e documentario. Ad oggi, conserviamo il lavoro lasciato da Tamburini, con oltre 1500 fotografie organizzate in album tematici. Tali immagini riguardano i ritratti dei pazienti nei laboratori interni, gli edifici del San Lazzaro, ed anche scene di attività lavorative scattate da fotografi professionisti (tra i quali, Vaiani, Fantuzzi e Badodi). Lo stesso Tamburini, scrisse una guida dettagliata dell’istituto, ad uso dei visitatori che, a scopo turistico e dietro pagamento di un biglietto d’ingresso, di domenica erano ammessi a visitarlo.
In quegli anni il San Lazzaro vide riconosciuta la propria supremazia fra i manicomi italiani: l’Ospedale Psichiatrico di Reggio nel 1880 ospita il III congresso della Società Freniatrica Italiana, ed è visitato dagli psichiatri più celebri dell’epoca in Europa e anche da altre personalità esterne al mondo della psichiatria (si ricorda la visita di Giosuè Carducci nel 1899).

### Tamburini e la legge sull’assistenza manicomiale in Italia
Fino a quel periodo erano praticamente assenti in Italia studi di valutazione dei servizi psichiatrici. Un’eccezione importante è costituita dalla ricerca di Augusto Tamburini e collaboratori, basata su valutazioni e dati statistici. Intorno al 1930 Tamburini, insieme ad altri “alienisti” del tempo, svolgeva una prima inchiesta che avrebbe dovuto fare da guida e da base per l’attuazione di una nuova legge manicomiale in Italia. Le problematiche più rilevanti emerse dalle sue ricerche furono:
- L’eccessiva quantità di pazienti all’interno dei manicomi;
- La disomogeneità delle norme riguardanti i ricoveri e le dimissioni dei malati all’interno delle varie strutture;
- La noncuranza degli averi dei malati una volta nei manicomi;
- L’inefficace sorveglianza sui manicomi sia pubblici che privati.

Successivamente Tamburini presentò davanti al Consiglio superiore di sanità i risultati della seguente inchiesta sottolineando attraverso dei dati raccolti il primo punto di essa. Aprì, infatti, la VI seduta dell’XI congresso della società freniatrica asserendo che su 40 manicomi 24 denunciavano che il numero dei ricoverati eccedeva la richiesta dello stabilimento.

### L'assistenza deipazzi criminali
Tamburini, sotto la definizione di pazzi criminali, distingue tre categorie:
1. gli alienati criminali, sotto questa categoria rientravano i malati che non erano stati riconosciuti tali se non dopo aver commesso dei delitti.  Questi ultimi erano identificati come “prosciolti”.
2. i criminali alienati, questa categoria è rappresentata da coloro i quali, avevano già commesso dei reati, e durante lo sconto della pena sono inevitabilmente caduti nella malattia mentale. Tamburini, all’interno della sua opera: Assistenza deli alienati in Italia e nelle altre Nazioni, inserisce indagini statistiche le quali riportano che il 3% della popolazione carceraria è rappresentata da questa categoria di individui, dato 10 volte più grande rispetto alla popolazione normale.
3. gli alienati pericolosi. Quest'ultima categoria identificata comprende soggetti che pur non avendo commesso veri e propri crimini, sono da considerarsi individui pericolosi o addirittura potenziali criminali. Costoro hanno bisogno di un tipo di assistenza sia psichiatrica, che fisica.[4]

### L'Assistenza psichiatrica ai soldati della Prima Guerra mondiale
L’ospedale San Lazzaro ha ospitato circa 100.000 malati, tra cui oltre 5.000 soldati della prima guerra mondiale. All’inizio del conflitto l’esercito aveva approntato un sistema di assistenza sanitaria che prevedeva anche un sostegno psichiatrico, organizzato grazie alla collaborazione di Augusto Tamburini. La questione dell’assistenza psichiatrica dei soldati venne messa all’attenzione di tutti da Arturo Morselli secondo cui l’assistenza andava prestata in quanto «fra i belligeranti si svilupparono con grandissima frequenza e con impressionante violenza e rapidità molte malattie mentali e nervose». C’era dunque bisogno di una rete di servizi che tenesse conto sia della tipologia di patologie che affliggevano i soldati (che Tamburini definirà «realmente miste»), sia dei diversi luoghi di intervento psichiatrico e medico. Come già detto, il regista di questa operazione fu Augusto Tamburini che assieme ad Arturo Morselli, era stato nominato consulente psichiatrico del ministero della Guerra. Egli decise di creare nelle zone di combattimento dei veri e propri reparti neuropsichiatrici all’interno degli ospedali da campo. Questi reparti avevano la funzione di prestare i primi soccorsi ai soldati, per poi smistarli, se necessario, in strutture lontane dalle zone di combattimento. Nelle zone lontane dagli appostamenti di guerra furono allestiti i reparti psichiatrici e neurologici delle zone territoriali. Tamburini precisò che tali reparti dovevano essere specializzati e quindi accogliere i pazienti in base alla natura della loro malattia.

## Rivista sperimentale di freniatria

### Nascita e caratteristiche
La Rivista sperimentale di freniatria viene fondata a Reggio Emilia nel 1875 presso il "quartier generale" della psichiatria italiana del tempo: il Manicomio di San Lazzaro. Diretta da Carlo Livi, vede come uno dei primi redattori Augusto Tamburini. La rivista rispecchia il passaggio della psichiatria italiana ad una fase, per così dire, di maturità istituzionale. Essa segue infatti di due anni la fondazione della Società italiana di freniatria, di cui diverrà organo ufficiale, ereditando il ruolo che era precedentemente spettato all'Archivio italiano per le malattie nervose e le alienazioni mentali.

### Contributo di Augusto Tamburini
Nel 1877 Tamburini succede a Livi nella direzione del San Lazzaro e della rivista. A partire da questo momento, quest’ultima assume il ruolo di vera e propria "vetrina" dell'intenso lavoro scientifico compiuto presso i laboratori del manicomio reggiano. Sulle sue pagine vengono infatti pubblicati i risultati di ricerche originali compiute sia nell'ambito della neuroanatomia e neurofisiologia del sistema nervoso, sia nel campo della psicologia sperimentale. È il caso delle Ricerche sperimentali sulle funzioni del cervello, condotte proprio a Reggio da Tamburini e Giuseppe Seppilli. Si tratta di ricerche attraverso le quali la cultura scientifica italiana si raccorda con quanto compiuto in quegli stessi anni all'estero. Del resto, il respiro internazionale della rivista, che sta particolarmente a cuore al suo direttore, ben si riflette anche nella strutturazione interna del periodico, i cui fascicoli sono suddivisi in modo tale da fornire al lettore "un panorama completo di tutti gli avvenimenti più importanti, scientifici e tecnici realizzati sia in Italia che all'estero". Tamburini è autore di numerose pubblicazioni e tocca nella sua lunga carriera scientifica i più disparati ambiti di ricerca: dalle localizzazioni cerebrali all'ipnotismo, dall'istologia del sistema nervoso alla psicologia, dalla tecnica manicomiale ai pionieristici studi di neuropsichiatria infantile, dalla fisiologia del sistema nervoso all'antropologia. Nel 1905 Tamburini, dopo essersi trasferito a Roma, inizia a collaborare nella direzione del periodico con Giuseppe Guicciardi, il nuovo direttore del manicomio di San Lazzaro. A questo punto la rivista inizia a manifestare l’unione della scuola psichiatrica reggiana e la clinica universitaria romana. È il periodo in cui si inizia a credere che la causa di alcune malattie mentali risieda in un qualche tipo di alterazione del tessuto nervoso. Punto di riferimento per questi studi fu la scuola tedesca di Kraepelin e Alzheimer.

### La rivista alla morte di Tamburini
Nel 1919, alla morte di Tamburini, Guicciardi assume la direzione del periodico, in cui si può notare una netta impronta "biologica" che culmina con l'ampio spazio dedicato dalla rivista alle terapie di shock dei disturbi mentali. Negli anni '50 verrà poi discusso sulle pagine della rivista l’impiego sperimentale e clinico degli psicofarmaci. Le pubblicazioni a orientamento psicodinamico compaiono invece, sempre più numerose, nel secondo dopoguerra, così come quelle centrate sulla tematica dell'igiene mentale. Dalla fine degli anni '60, infine, l’argomento principale del periodico sarà il dibattito sulle istituzioni psichiatriche.
La rivista, che nel 1988 cambia il suo titolo in Rivista sperimentale di freniatria: la rivista dei servizi di salute mentale, è tuttora attiva.

## Opere

### Sulla genesi delle allucinazioni
All'interno di quest'opera Augusto Tamburini cerca di spiegare cosa sono le allucinazioni, come si producono e dove hanno sede. Egli comincia con l'elencare una serie di medici, filosofi ed esperti dimostrando quale fosse il punto di vista di ognuno di loro a proposito di queste false sensazioni. In tal modo mostra, tra l'altro, l'evoluzione del pensiero sulla conoscenza delle allucinazioni.
Dopo aver fatto ciò, alla fine dell'excursus sui diversi pensieri, espone il proprio. Egli ammette l'esistenza di zone della corteccia cerebrale in cui hanno sede i centri in cui vengono raccolte tutte le impressioni, le percezioni, i ricordi, captati attraverso i sensi, che sono poi le stesse che danno luogo alle allucinazioni. Le allucinazioni appaiono, così, come immagini aventi caratteri del tutto reali. Inoltre, riteneva che le allucinazioni potessero essere semplici, se ristrette ad un solo gruppo di cellule, oppure multiple, se estese ha più gruppi cellulari, e quindi, a più zone sensoriali. Per cui la gravità o meno dell'allucinazione dipende da quali centri sensoriali della corteccia vengono danneggiati dalla lesione morbosa che si estende su di essi. Dopo numerosi studi verificò che queste teorie trovassero l'appoggio nei fatti clinici. (AA. VV., Rivista Sperimentale di Freniatria, 1880).
Bisogna precisare, però, che la strada verso la verità da parte di Tamburini non fu sempre spianata e facile da percorrere. Infatti, contrapposta alla sua visione, secondo cui le lesioni cerebrali che provocavano le allucinazioni avessero sede nel sistema nervoso centrale, vi era il punto di vista di tanti altri studiosi secondo cui, invece, queste lesioni avessero sede nel sistema nervoso periferico. Ma Tamburini, all'interno della sua opera, trova una spiegazione anche a questo. Egli, infatti, basandosi sul funzionamento e sulla fisiologia del sistema nervoso si rende conto che, avendo l'impulso motore origine nel sistema nervoso centrale, non poteva essere altrimenti che anche le stesse allucinazioni avessero sede qui. Tuttavia, dopo ulteriori studi e approfondimenti, lui stesso ammise la possibilità che alcune di queste allucinazioni potessero avere sede anche in zone periferiche oltre che in quella centrale. Si potrebbe concludere dicendo che l'allucinazione può sorgere dal centro sensoriale corticale, e si parla di allucinazioni di origine centrale, oppure può essere suscitata per via di diffusione, da un eccitamento sorto negli apparecchi periferici di senso, chiamandosi allucinazioni di origine periferica. Bisogna però tenere conto del fatto che, in entrambi i casi, risulta essenziale e indispensabile il ruolo del centro sensorio corticale, senza il quale, comunque, non avverrebbe l'allucinazione stessa. L'allucinazione, d'altra parte, consiste in un eccitamento dei centri sensori della corteccia, che è lo stesso che produce l’epilessia. Alla fine della sua opera Tamburini inserisce la “Rivendicazione al Panizza della scoperta del centro visivo corticale”. Egli vuole ammettere il fatto che la scoperta Pubblicazioni
A. Tamburini e V. Forlì, Accertamento e prognosi delle nevrosi traumatiche, Roma 1909, Relazione al II Congresso medico internazionale per gli infortuni sul lavoro.del centro visivo corticale appartiene effettivamente al Panizza che l'aveva scoperta già 25 anni prima.

## Pubblicazioni
- A. Tamburini e V. Forlì, Accertamento e prognosi delle nevrosi traumatiche, Roma 1909, Relazione al II Congresso medico internazionale per gli infortuni sul lavoro.